# (5254) Ulysses
(5254) Ulysses (1986 VG1) – planetoida z grupy trojańczyków okrążająca Słońce w ciągu 12,01 lat w średniej odległości 5,24 j.a. Odkryta 7 listopada 1986 roku.